# ナカ・シュウマ
ナカ・シュウマ（なか・しゅうま、1998年12月19日 - ）は、日本の男性プロレスラー。血液型A型。大阪府出身。2AW所属。

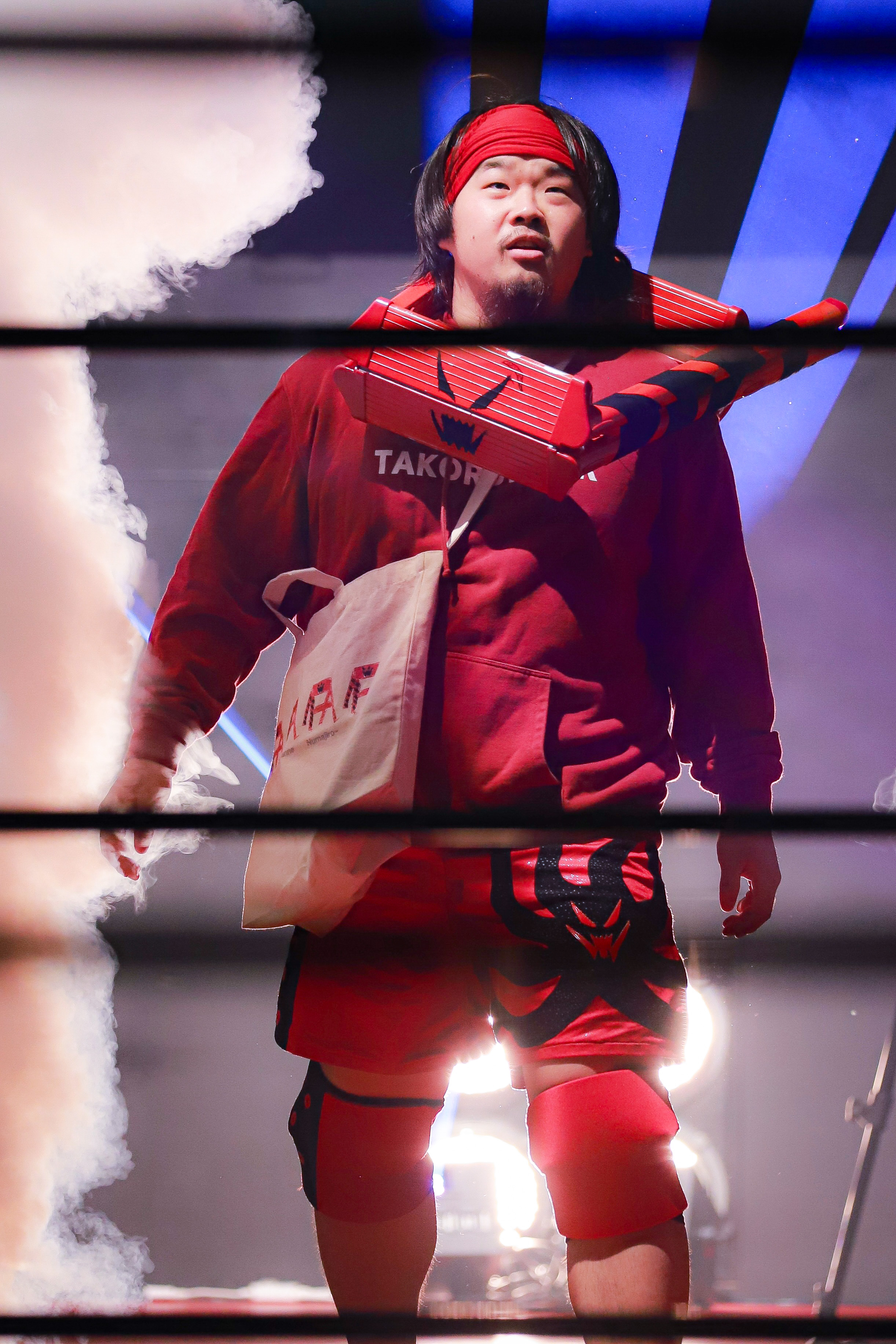
2023.06.16 マーベラス新木場大会 ナカ•シュウマ選手

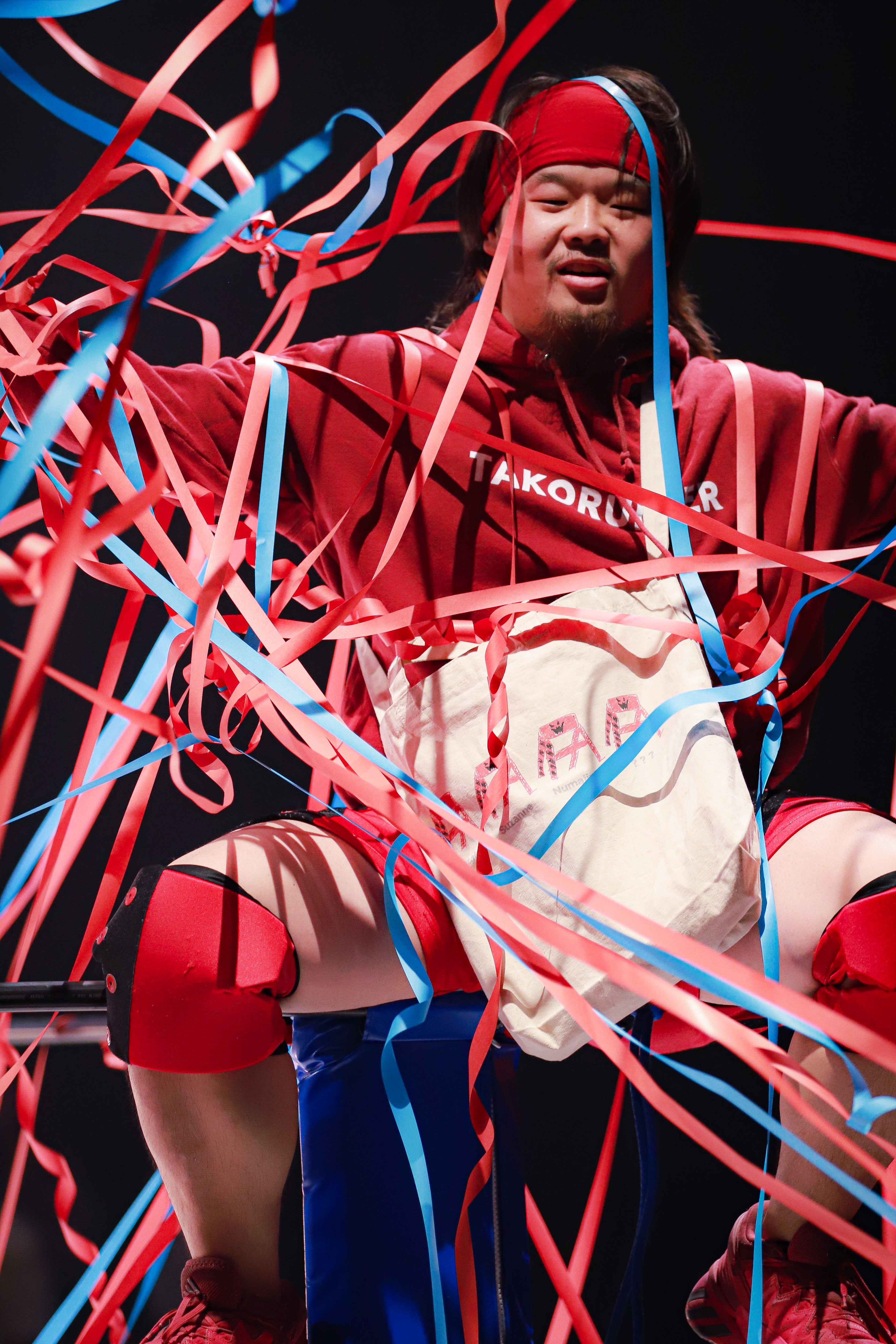
2023.06.16 マーベラス新木場大会 ナカ•シュウマ選手

## 経歴
2019年11月10日、TKPガーデンシティ千葉大会でのvs若松大樹にてデビュー。
デビュー戦から赤いコスチュームを使用する。2021年9月よりユニット「THE RULE」に加入し、出身地岸和田を象徴するタコのモチーフのコスチューム（ハーフパンツとニーパットのサイドに吸盤マークやタコ足のイラストがついている）へとリニューアル。また赤いラダーを入場時に持ち込んでいる。

## 得意技
アンクルホールド